# ユーグ (サン＝ジェルマン修道院長)

863年以降のカロリング朝フランク王国

メルセン条約（870年）後のカロリング朝フランク王国

修道院長ユーグ（フランス語：Hugues l'Abbé, ? - 886年5月12日）は、カロリング朝のヴェルフ家出身の有力貴族・高位聖職者。西フランク王国において、シャルル禿頭王とその後継者たちの治世下、教会や行政の要職を歴任した。ヴェルフ家の一員であり、アルゲンガウ伯コンラート1世とアデライード・ド・トゥールの息子。兄コンラート2世はオセール伯、高ブルグント領主。父方の叔母は、皇后ユーディト（ルートヴィヒ1世の2番目の皇后）と王妃エンマ（東フランク王ルートヴィヒ2世の王妃）である 。

## 生涯
853年から858年にかけて、ユーグと兄コンラート2世は東フランク王国を離れ、父方の叔母である皇后ユーディトの息子である西フランク王国のシャルル禿頭王のもとへ向かった。ユーグは修道院に入り、オセールのサン＝ジェルマン修道院長にまで昇進した。誓願にもかかわらず、ユーグは黙想の日々を送る修道士ではなく、むしろ当時の典型的な戦闘修道士であった。シャルル禿頭王（843年 - 877年）はユーグをニヴェルネーへの軍事遠征に派遣した。858年、ルートヴィヒ2世による侵攻の際に臣下が援助を拒否し、ネウストリア辺境伯ロベール豪胆公の指揮下で反乱を起こしたため、国王は逃亡を余儀なくされたが、ユーグはシャルルを歓迎した。ロベール豪胆公が再び寵愛を得ると、ユーグは中フランク王国のロタリンギアに追放され、そこでケルン大司教に就任した（864年）。しかし、間もなく西フランク王国に呼び戻された。
866年、ロベール豪胆公の死後、ユーグはノワールムティエとトゥールのサン＝マルタンを含むロベール豪胆公の全ての大修道院長職を継承した。また、トゥールを含むいくつかの伯領と、セーヌ川とロワール川の間の辺境伯領（ネウストリア）の支配者にも任命された。
一部の学者は、ユーグの母アデライード・ド・トゥールが夫コンラート1世の死後、ロベール豪胆公と再婚し、ロベール豪胆公の息子ウードとロベール1世の母となったと示唆している。また、これらの仮説に基づき、866年のロベール豪胆公の死後、ユーグは幼い異母弟の摂政兼後見人となったとも示唆されている。これらの仮説は、学術文献において広く認められたわけではなかった。アデライードがロベール豪胆公と結婚したという仮説は、サン・ベニーニュ年代記とルミルモン修道院の『記念の書』における誤解に基づいていたことが示されたためである。
ユーグは優れた政治的センスに恵まれ、ヴァイキングと精力的に戦った。ユーグは宮廷付司祭長であり、ルイ3世（879年 - 882年）とカルロマン2世（879年 - 884年）の共同統治下で首席大臣の一人を務めた。
ユーグは、ヴァイキングに対抗するため、カロリング朝の君主による同盟の維持に尽力した。ユーグは、簒奪者ボソに対するカロリング朝の君主による反撃に尽力した。884年、西フランク王国の王位継承権を持つカール3世を支持したが、885年から886年にかけてのパリ包囲戦では防衛に協力する前に亡くなった。